# Foyn Point
Der Foyn Point ist eine von einem 525 m hohen Berggipfel überragte Landspitze an der Oskar-II.-Küste des Grahamlands auf der Antarktischen Halbinsel. Sie markiert die Nordseite der Einfahrt zum Exasperation Inlet.
Der australische Polarforscher Hubert Wilkins identifizierte bei seinem Überflug am 20. Dezember 1928 eine Insel und bestimmte ihre Position bei 66° 33’ Süd, 62° 30’ West. Nachfolgende Vergleiche zwischen Wilkins’ Luftaufnahmen und denjenigen des Falkland Islands Dependencies Survey aus dem Jahr 1947 zeigten, dass es sich bei Wilkins’ Entdeckung um eine Landspitze handeln musste, dessen südöstlicher Ausläufer das hier beschriebene Kap ist. Namensgeber ist der norwegische Walfang- und Schiffsmagnat Svend Foyn (1809–1894).